# Gert Bennewitz
Gerhard (Gert) Bennewitz (* 25. Dezember 1913 in Bautzen; † 1. Juli 1958 in Lima, Peru) war ein deutscher Kaufmann und Funktionär der Hitler-Jugend.

## Leben
Er besuchte die Oberrealschule und trat zum 1. Dezember 1931 in die NSDAP (Mitgliedsnummer 823.495) ein. Bereits im darauffolgenden Jahr verließ er sie wieder. 1932 wurde er in Düsseldorf Führer der Hitler-Jugend des Gaues und des Bannes Düsseldorf. Im Dezember 1933 erfolgte seine Ernennung zum Bannführer und gleichzeitige Berufung als Stableiter der HJ-Gebietsführung Westfalen. Zum 1. August 1934 trat er erneut der NSDAP bei (Mitgliedsnummer 1.876.224) und folgte 1937 dem Ruf an die Reichjugendleitung. Nach Kriegseinsatz wurde er 1942 als Beauftragter der Reichsjugendführung in Spanien tätig. Gegen Ende des Jahres wechselte er nach Brüssel.
Er war seit 1940 verheiratet und starb in Peru.

## Publikationen (Auswahl)
- Die geistige Wehrerziehung der deutschen Jugend. Berlin 1940.